# Ikh khuur
L'ikh khuur (mongol : ᠶᠡᠬᠡ
ᠬᠤᠭᠤᠷ, cyrillique : их хуур), plus rarement écrit ih huur est une vièle mongole proche de la famille du morin khuur (vielle cheval), de grande taille, dans la tessiture des contrebasses.
Il ne faut pas le confondre avec l'ikh ill, parfois également appelé ikh khuur.